# Rugby op de Olympische Zomerspelen 2020 – Mannen sevens
Het rugbytoernooi voor mannen tijdens de Olympische Zomerspelen 2020 in Tokio vond plaats van 26 tot en met 28 juli 2021. Er werd voor het tweede keer in de sevensvariant gespeeld. Er deden twaalf landen mee. In de finale versloeg Fiji het team uit het Nieuw-Zeeland en prolongeerden daarmee hun olympische titel. In de strijd om het brons versloeg Argentinië het team uit Verenigd Koninkrijk.

## Opzet
De twaalf landen waren verdeeld in drie groepen van vier landen. In elke groep werd een halve competitie afgewerkt. Vervolgens gingen de drie nummers één, de drie nummers twee en de beste twee nummers drie naar de kwartfinales. De winnaars van de kwartfinales gingen door naar de halve finales. De winnaars van de halve finales speelden de finale, de verliezers om het brons. De verliezers van de kwartfinales speelden de halve finales om de vijfde plaats. De winnaars daarvan speelden tegen elkaar om de vijfde plaats, de verliezers om de zevende plaats.
Ook de slechtste nummer drie en de nummers vier speelden tegen elkaar in een knock-outschema. De winnaars van de twee wedstrijden speelden om de negende plaats, de verliezers om de elfde plaats.

## Groepsfase

### Groep A
| #  | Team          | GW | Win | Gel | Ver | Pnt | Voor | Tegen | Saldo |
| -- | ------------- | -- | --- | --- | --- | --- | ---- | ----- | ----- |
| 1. | Nieuw-Zeeland | 3  | 3   | 0   | 0   | 9   | 99   | 31    | +68   |
| 2. | Argentinië    | 3  | 2   | 0   | 1   | 7   | 99   | 54    | +45   |
| 3. | Australië     | 3  | 1   | 0   | 2   | 5   | 73   | 48    | +25   |
| 4. | Zuid-Korea    | 3  | 0   | 0   | 3   | 3   | 10   | 148   | -138  |

#### Wedstrijden
| 26 juli 10:30 | Australië                                                               | 19–29   | Argentinië                                                                                          | Tokio Stadion, Tokio Toeschouwers: 0 Scheidsrechter: Paulo Duarte |
| 26 juli 10:30 | Try: Turner (2) 9' m, 12' c Kerevi 13' c Con: Longbottom (2/3) 12', 13' | Verslag | Try: Cinti 1' m Osadczuk 4' m Moneta 5' c Mendy 7' c Bazán 14' m Con: Mare (2/4) 6', 7' Bazán (0/1) | Tokio Stadion, Tokio Toeschouwers: 0 Scheidsrechter: Paulo Duarte |

| 26 juli 18:00 | Australië | 42–5    | Zuid-Korea                                 | Tokio Stadion, Tokio Toeschouwers: 0 Scheidsrechter: Nehuén Jauri Rivero |
| 26 juli 18:00 | Try: Longbottom 1' c Roache 2' c Miller (2) 7' c, 8' c Malouf 10' c Pietsch 13' c Con: Longbottom (4/4) 1', 2', 7', 10' Miller (1/1) 8' Coward (1/1) 13' | Verslag | Try: Coquillard 9' m Con: Coquillard (0/1) | Tokio Stadion, Tokio Toeschouwers: 0 Scheidsrechter: Nehuén Jauri Rivero |

| 27 juli 10:00 | Argentinië | 56–0    | Zuid-Korea | Tokio Stadion, Tokio Toeschouwers: 0 Scheidsrechter: Matthew Rodden |
| 27 juli 10:00 | Try: Bazán 1' c Osadczuk 2' c Mare 4' c González 7' c Isgro 8' c Schulz 9' c Revol 12' c Mendy 13' c Con: Mare (5/5) 1', 3', 4', 7', 8' Revol (2/2) 9', 13' del Mestre (1/1) 12' | Verslag |            | Tokio Stadion, Tokio Toeschouwers: 0 Scheidsrechter: Matthew Rodden |

### Groep B
| #  | Team                | GW | Win | Gel | Ver | Pnt | Voor | Tegen | Saldo |
| -- | ------------------- | -- | --- | --- | --- | --- | ---- | ----- | ----- |
| 1. | Fiji                | 3  | 3   | 0   | 0   | 9   | 85   | 40    | +45   |
| 2. | Verenigd Koninkrijk | 3  | 2   | 0   | 1   | 7   | 65   | 33    | +32   |
| 3. | Canada              | 3  | 1   | 0   | 2   | 5   | 50   | 64    | -14   |
| 4. | Japan               | 3  | 0   | 0   | 3   | 3   | 31   | 94    | -63   |

#### Wedstrijden
| 26 juli 9:00 | Fiji | 24–19   | Japan                                                              | Tokio Stadion, Tokio Toeschouwers: 0 Scheidsrechter: Damon Murphy |
| 26 juli 9:00 | Try: Wainiqolo 1' c Masi 4' m Nacuqu (2) 10' c, 11' m Con: Bolaca (1/2) 1' Nacuqu (1/1) 10' Nasoko (0/1) | Verslag | Try: Matsui 2' c Tuqiri 7' c Soejima 8' m Con: Fujita (2/3) 3', 7' | Tokio Stadion, Tokio Toeschouwers: 0 Scheidsrechter: Damon Murphy |

| 26 juli 9:30 | Verenigd Koninkrijk                                                                             | 24–0    | Canada | Tokio Stadion, Tokio Toeschouwers: 0 Scheidsrechter: James Doleman |
| 26 juli 9:30 | Try: Norton (2) 7' c, 8' m McCann 11' c Fergusson 7' m Con: Bibby (2/3) 7', 12' Fergusson (0/1) | Verslag |        | Tokio Stadion, Tokio Toeschouwers: 0 Scheidsrechter: James Doleman |

| 26 juli 16:30 | Verenigd Koninkrijk                                                                                       | 34–0    | Japan | Tokio Stadion, Tokio Toeschouwers: 0 Scheidsrechter: Paulo Duarte |
| 26 juli 16:30 | Try: Bibby 1' m Mitchell 2' m Glover 7' c Harris 8' m Waddleton 9' m Davis 12' c Con: Bibby (2/6) 7', 12' | Verslag |       | Tokio Stadion, Tokio Toeschouwers: 0 Scheidsrechter: Paulo Duarte |

| 26 juli 17:00 | Fiji | 28–14   | Canada                                                       | Tokio Stadion, Tokio Toeschouwers: 0 Scheidsrechter: Jordan Way |
| 26 juli 17:00 | Try: Bolaca 1' c Wainiqolo 4' c Tuimaba 11' c Tuivuaka 14' c Con: Bolaca (2/2) 2', 4' Nacuqu (2/2) 12', 14' | Verslag | Try: Hirayama 7' c Douglas 12' c Con: Hirayama (2/2) 7', 13' | Tokio Stadion, Tokio Toeschouwers: 0 Scheidsrechter: Jordan Way |

| 27 juli 9:00 | Canada | 36–12   | Japan                                                        | Tokio Stadion, Tokio Toeschouwers: 0 Scheidsrechter: Damon Murphy |
| 27 juli 9:00 | Try: Braid (3) 2' c, 3' m, 9' m Sauder 5' c Berna 10' m Douglas 12' c Con: Hirayama (2/5) 2', 5' Kay (1/1) 12' | Verslag | Try: Hano 8' m Matsui 13' c Con: Bourke (0/1) Goya (1/1) 13' | Tokio Stadion, Tokio Toeschouwers: 0 Scheidsrechter: Damon Murphy |

| 27 juli 9:30 | Fiji | 33–7    | Verenigd Koninkrijk                    | Tokio Stadion, Tokio Toeschouwers: 0 Scheidsrechter: James Doleman |
| 27 juli 9:30 | Try: Tuivuaka (2) 2' m, 8' c Maqala 3' c Wainiqolo 7' c Tuimaba 14' c Con: Bolaca (3/4) 4', 7', 8' Nasoko (1/1) 14' | Verslag | Try: Harris 10' c Con: Bibby (1/1) 10' | Tokio Stadion, Tokio Toeschouwers: 0 Scheidsrechter: James Doleman |

### Groep C
| #  | Team             | GW | Win | Gel | Ver | Pnt | Voor | Tegen | Saldo |
| -- | ---------------- | -- | --- | --- | --- | --- | ---- | ----- | ----- |
| 1. | Zuid-Afrika      | 3  | 3   | 0   | 0   | 9   | 64   | 31    | +33   |
| 2. | Verenigde Staten | 3  | 2   | 0   | 1   | 7   | 50   | 48    | +2    |
| 3. | Ierland          | 3  | 1   | 0   | 2   | 5   | 43   | 59    | -16   |
| 4. | Kenia            | 3  | 0   | 0   | 3   | 3   | 26   | 45    | -19   |

#### Wedstrijden
| 26 juli 11:00 | Zuid-Afrika                                                                                           | 33–14   | Ierland                                                  | Tokio Stadium, Tokio Toeschouwers: 0 Scheidsrechter: Craig Evans |
| 26 juli 11:00 | Try: Z. Davids 2' c Visser 6' c Geduld 8' c Dry 12' c Gans 13' m Con: S. Davids (4/5) 2', 6', 8', 12' | Verslag | Try: Mullin 7' c Kennedy 10' c Con: Dardis (2/2) 7', 10' | Tokio Stadium, Tokio Toeschouwers: 0 Scheidsrechter: Craig Evans |

| 26 juli 11:30 | Verenigde Staten                                                                | 19–14   | Kenia                                                 | Tokio Stadion, Tokio Toeschouwers: 0 Scheidsrechter: Jordan Way |
| 26 juli 11:30 | Try: Isles 2' m Iosefo 4' c Hughes 13' c Con: Hughes (1/2) 5' Tomasin (1/1) 14' | Verslag | Try: Injera 6' c Oluoch 9' c Con: Agero (2/2) 7', 10' | Tokio Stadion, Tokio Toeschouwers: 0 Scheidsrechter: Jordan Way |

| 26 juli 18:30 | Verenigde Staten                                                    | 19–17   | Ierland                                                                     | Tokio Stadion, Tokio Toeschouwers: 0 Scheidsrechter: James Doleman |
| 26 juli 18:30 | Try: Baker 1' c Hughes 3' m Tomasin 10' c Con: Hughes (2/3) 2', 10' | Verslag | Try: Lennox 7' m McNulty 8' m Horan 14' c Con: Dardis (0/2) Roche (1/1) 14' | Tokio Stadion, Tokio Toeschouwers: 0 Scheidsrechter: James Doleman |

| 26 juli 19:00 | Zuid-Afrika                                                   | 14–5    | Kenia                             | Tokio Stadion, Tokio Toeschouwers: 0 Scheidsrechter: Damon Murphy |
| 26 juli 19:00 | Try: S. Davids 2' c Soyizwapi 3' c Con: du Preez (2/2) 2', 4' | Verslag | Try: Injera 6' m Con: Agero (0/1) | Tokio Stadion, Tokio Toeschouwers: 0 Scheidsrechter: Damon Murphy |

| 27 juli 11:00 | Kenia                                  | 7–12    | Ierland                                            | Tokio Stadion, Tokio Toeschouwers: 0 Scheidsrechter: Jordan Way |
| 27 juli 11:00 | Try: Onyala 13' c Con: Taabu (1/1) 13' | Verslag | Try: Lennox 1' m McNulty 2' c Con: Dardis (1/2) 2' | Tokio Stadion, Tokio Toeschouwers: 0 Scheidsrechter: Jordan Way |

| 27 juli 11:30 | Zuid-Afrika                                                      | 17–12   | Verenigde Staten                                                      | Tokio Stadion, Tokio Toeschouwers: 0 Scheidsrechter: Craig Evans |
| 27 juli 11:30 | Try: S. Davids (2) 6' m, 10' m Gans 8' c Con: S. Davids (1/3) 9' | Verslag | Try: Schroeder 1' m Thompson 12' c Con: Melphy (0/1) Hughes (1/1) 13' | Tokio Stadion, Tokio Toeschouwers: 0 Scheidsrechter: Craig Evans |

### Eindstand beste nummers drie
De twee best presterende nummers drie gingen door naar de kwartfinales.
| #  | Team      | GW | Win | Gel | Ver | Pnt | Voor | Tegen | Saldo |
| -- | --------- | -- | --- | --- | --- | --- | ---- | ----- | ----- |
| 1. | Australië | 3  | 1   | 2   | 0   | 5   | 73   | 48    | +25   |
| 2. | Canada    | 3  | 1   | 0   | 2   | 5   | 50   | 64    | -14   |
| 3. | Ierland   | 3  | 1   | 0   | 2   | 5   | 43   | 59    | -16   |

## Knock-outfase
|  | Kwartfinale         | Kwartfinale         |               |    | Halve finale | Halve finale        |    |  | Finale | Finale |
|  |                     |                     |               |    |              |                     |    |  |        |        |
|  |                     |                     |               |    |              |                     |    |  |        |        |
|  |                     |                     |               |    |              |                     |    |  |        |        |
|  | Nieuw-Zeeland       | 21                  |               |    |              |                     |    |  |        |        |
|  | Nieuw-Zeeland       | 21                  |               |    |              |                     |    |  |        |        |
|  | Canada              | 7                   |               |    |              |                     |    |  |        |        |
|  | Canada              | 7                   | Nieuw-Zeeland | 29 |              |                     |    |  |        |        |
|  |                     |                     | Nieuw-Zeeland | 29 |              |                     |    |  |        |        |
|  |                     | Verenigd Koninkrijk | 7             |    |              |                     |    |  |        |        |
|  | Verenigd Koninkrijk | Verenigd Koninkrijk | 7             | 26 |              |                     |    |  |        |        |
|  | Verenigd Koninkrijk |                     |               | 26 |              |                     |    |  |        |        |
|  | Verenigde Staten    | 21                  |               |    |              |                     |    |  |        |        |
|  | Verenigde Staten    | 21                  | Nieuw-Zeeland | 12 |              |                     |    |  |        |        |
|  |                     |                     | Nieuw-Zeeland | 12 |              |                     |    |  |        |        |
|  |                     | Fiji                | 27            |    |              |                     |    |  |        |        |
|  | Zuid-Afrika         | Fiji                | 27            | 14 |              |                     |    |  |        |        |
|  | Zuid-Afrika         |                     |               | 14 |              |                     |    |  |        |        |
|  | Argentinië          | 19                  |               |    |              |                     |    |  |        |        |
|  | Argentinië          | 19                  | Argentinië    | 14 | Derde plaats | Derde plaats        |    |  |        |        |
|  |                     |                     | Argentinië    | 14 | Derde plaats | Derde plaats        |    |  |        |        |
|  |                     | Fiji                | 26            |    |              |                     |    |  |        |        |
|  | Fiji                | Fiji                | 26            | 19 |              |                     |    |  |        |        |
|  | Fiji                |                     |               |    |              | Verenigd Koninkrijk | 12 |  |        |        |
|  | Australië           | 0                   |               |    |              | Verenigd Koninkrijk | 12 |  |        |        |
|  | Australië           | 0                   | Argentinië    | 17 |              |                     |    |  |        |        |
|  |                     |                     | Argentinië    | 17 |              |                     |    |  |        |        |

#### Kwartfinales
| 27 juli 18:00 | Verenigd Koninkrijk                                                                       | 26–21   | Verenigde Staten                                                    | Tokio Stadion, Tokio Toeschouwers: 0 Scheidsrechter: James Doleman |
| 27 juli 18:00 | Try: Lindsay-Hague 6' c Harris 8' c Davis 10' c Norton 11' m Con: Bibby (3/4) 7', 8', 10' | Verslag | Try: Barrett 1' c Baker (2) 3' c, 4' c Con: Hughes (3/3) 1', 3', 4' | Tokio Stadion, Tokio Toeschouwers: 0 Scheidsrechter: James Doleman |

| {27 juli 18:30 | Zuid-Afrika                                              | 14–19   | Argentinië                                                                  | Tokio Stadion, Tokio Toeschouwers: 0 Scheidsrechter: Damon Murphy |
| {27 juli 18:30 | Try: S. Davids 1' c Penalty try 13' Con: Geduld (1/1) 1' | Verslag | Try: Moneta (2) 4' c, 7' c Álvarez 12' m Con: Mare (2/2) 5', 7' Bazán (0/1) | Tokio Stadion, Tokio Toeschouwers: 0 Scheidsrechter: Damon Murphy |

| 27 juli 19:00 | Fiji                                                                        | 19–0    | Australië | Tokio Stadion, Tokio Toeschouwers: 0 Scheidsrechter: Craig Evans |
| 27 juli 19:00 | Try: Tuwai (2) 3' c, 11' c Tuimaba 12' m Con: Bolaca (1/1) Botitu (1/2) 11' | Verslag |           | Tokio Stadion, Tokio Toeschouwers: 0 Scheidsrechter: Craig Evans |

#### Halve finales
| 28 juli 11:30 | Argentinië                                         | 14–26   | Fiji | Tokio Stadion, Tokio Toeschouwers: 0 Scheidsrechter: James Doleman |
| 28 juli 11:30 | Try: Moneta 6' c Mendy 7' c Con: Mare (2/2) 6', 7' | Verslag | Try: Maqala 2' m Derenalagi 4' c Wainiqolo 8' c Radradra 11' c Con: Bolaca (1/2) 4' Tuwai (1/1) 9' Botitu (1/1) 11' | Tokio Stadion, Tokio Toeschouwers: 0 Scheidsrechter: James Doleman |

#### Bronzen finale
| 28 juli 17:30 | Verenigd Koninkrijk                                      | 12–17   | Argentinië                                                 | Tokio Stadion, Tokio Toeschouwers: 0 Scheidsrechter: James Doleman |
| 28 juli 17:30 | Try: Harris 1' m Lindsay-Hague 9' c Con: Bibby (1/2) 10' | Verslag | Try: Bazán 4' m Moneta 5' c Mendy 11' m Con: Mare (1/3) 6' | Tokio Stadion, Tokio Toeschouwers: 0 Scheidsrechter: James Doleman |

### Om plaats 5
|  | Halve finale vijfde plaats | Halve finale vijfde plaats |    |        | Vijfde plaats    | Vijfde plaats |
|  |                            |                            |    |        |                  |               |
|  |                            |                            |    |        |                  |               |
|  | Canada                     | 14                         |    |        |                  |               |
|  | Verenigde Staten           | 21                         |    |        |                  |               |
|  |                            |                            |    |        |                  |               |
|  |                            |                            |    |        |                  |               |
|  |                            |                            |    |        | Verenigde Staten | 7             |
|  |                            | Zuid-Afrika                | 21 |        |                  |               |
|  |                            |                            |    |        |                  |               |
|  |                            |                            |    |        | Zevende plaats   |               |
|  |                            |                            |    |        |                  |               |
|  | Zuid-Afrika                | 22                         |    | Canada | 7                |               |
|  | Australië                  | 19                         |    |        | Australië        | 26            |

#### Halve finale 5/8
| 28 juli 10:00 | Canada                                                    | 14–21   | Verenigde Staten                                                       | Tokio Stadion, Tokio Toeschouwers: 0 Scheidsrechter: Francisco González |
| 28 juli 10:00 | Try: Jones 6' c Douglas 13' c Con: Hirayama (2/2) 7', 13' | Verslag | Try: Isles (2) 2' c, 14' c Iosefo 12' c Con: Hughes (3/3) 2', 12', 14' | Tokio Stadion, Tokio Toeschouwers: 0 Scheidsrechter: Francisco González |

| 28 juli 10:30 | Zuid-Afrika                                                                                              | 22–19   | Australië                                                                                             | Tokio Stadion, Tokio Toeschouwers: 0 Scheidsrechter: Craig Evans |
| 28 juli 10:30 | Try: Soyizwapi 1' m Brown (2) 5' m, 7' c Pretorius 11' m Con: Brown (0/1) Geduld (1/2) 7' du Preez (0/1) | Verslag | Try: Miller 8' c Turner 10' m Longbottom 12' c Con: Miller (1/1) 9' Coward (0/1) Longbottom (1/1) 13' | Tokio Stadion, Tokio Toeschouwers: 0 Scheidsrechter: Craig Evans |

#### Om plek 7
| 28 juli 16:30 | Canada                                 | 7–26    | Australië | Tokio Stadion, Tokio Toeschouwers: 0 Scheidsrechter: Paulo Duarte |
| 28 juli 16:30 | Try: Braid 3' c Con: Hirayama (1/1) 3' | Verslag | Try: Lawson 1' c Anderson 6' m Malouf 9' c Miller 12' c Con: Coward (1/1) 2' Anderson (0/1) Longbottom (2/2) 9', 12' | Tokio Stadion, Tokio Toeschouwers: 0 Scheidsrechter: Paulo Duarte |

#### Om plaats 5
| 28 juli 17:00 | Verenigde Staten                       | 7–28    | Zuid-Afrika                                                                                           | Tokio Stadion, Tokio Toeschouwers: 0 Scheidsrechter: Sam Grove-White |
| 28 juli 17:00 | Try: Tomasin 4' c Con: Hughes (1/1) 4' | Verslag | Try: Geduld 2' c Makata 7' c Arendse 12' c Gans 14' c Con: Brown (2/2) 2', 7' du Preez (2/2) 13', 14' | Tokio Stadion, Tokio Toeschouwers: 0 Scheidsrechter: Sam Grove-White |

### Om plaats 9
|  | Halve finale negende plaats | Halve finale negende plaats |    |            | Negende plaats | Negende plaats |
|  |                             |                             |    |            |                |                |
|  |                             |                             |    |            |                |                |
|  | Ierland                     | 31                          |    |            |                |                |
|  | Zuid-Korea                  | 0                           |    |            |                |                |
|  |                             |                             |    |            |                |                |
|  |                             |                             |    |            |                |                |
|  |                             |                             |    |            | Ierland        | 0              |
|  |                             | Kenia                       | 22 |            |                |                |
|  |                             |                             |    |            |                |                |
|  |                             |                             |    |            | Elfde plaats   |                |
|  |                             |                             |    |            |                |                |
|  | Kenia                       | 21                          |    | Zuid-Korea | 19             |                |
|  | Japan                       | 7                           |    |            | Japan          | 31             |

#### Halve finales 9/12
| 27 juli 16:30 | Ierland | 31–0    | Zuid-Korea | Tokio Stadion, Tokio Toeschouwers: 0 Scheidsrechter: Francisco González |
| 27 juli 16:30 | Try: Roche 1' m Conroy (2) 2' m, 13' c Mullin (2) 11' c, 14' c Con: Roche (0/2) Dardis (3/3) 12', 13', 14' | Verslag |            | Tokio Stadion, Tokio Toeschouwers: 0 Scheidsrechter: Francisco González |

| 27 juli 17:00 | Kenia                                                                   | 21–7    | Japan                               | Tokio Stadion, Tokio Toeschouwers: 0 Scheidsrechter: Damián Schneider |
| 27 juli 17:00 | Try: Otieno 3' c Oluoch 5' c Amonde 12' c Con: Olindi (3/3) 4', 5', 12' | Verslag | Try: Matsui 1' c Con: Kano (1/1) 2' | Tokio Stadion, Tokio Toeschouwers: 0 Scheidsrechter: Damián Schneider |

#### Om plek 11
| 28 juli 9:00 | Zuid-Korea                                                               | 19–31   | Japan                                                                                                   | Tokio Stadion, Tokio Toeschouwers: 0 Scheidsrechter: Richard Haughton |
| 28 juli 9:00 | Try: Coquillard 1' c Jang 4' m Jeong 10' c Con: Coquillard (2/3) 1', 10' | Verslag | Try: Tuqiri 2' c Hikosaka 5' c Kano 7' m Matsui 8' c Hano 11' m Con: Kano (3/4) 2', 6', 8' Fujita (0/1) | Tokio Stadion, Tokio Toeschouwers: 0 Scheidsrechter: Richard Haughton |

#### Om plek 9
| 28 juli 9:30 | Ierland | 0–22    | Kenia                                                                                              | Tokio Stadion, Tokio Toeschouwers: 0 Scheidsrechter: Damián Schneider |
| 28 juli 9:30 |         | Verslag | Try: Olindi 5' c Ojee 10' m Ambaka 12' m Taabu 14' m Con: Olindi (1/1) 5' Taabu (0/2) Amonde (0/1) | Tokio Stadion, Tokio Toeschouwers: 0 Scheidsrechter: Damián Schneider |

## Eindstand en medailles
| Plaats | Land             |
| ------ | ---------------- |
| Goud   | Fiji             |
| Zilver | Nieuw-Zeeland    |
| Brons  | Argentinië       |
| 4      | Groot-Brittannië |
| 5      | Zuid-Afrika      |
| 6      | Verenigde Staten |
| 7      | Australië        |
| 8      | Canada           |
| 9      | Kenia            |
| 10     | Ierland          |
| 11     | Japan            |
| 12     | Zuid-Korea       |